# Eriogonum pharnaceoides
Eriogonum pharnaceoides är en slideväxtart som beskrevs av John Torrey. Eriogonum pharnaceoides ingår i släktet Eriogonum och familjen slideväxter. Utöver nominatformen finns också underarten E. p. cervinum.